# Заяс (община)
Заяс (макед. Општина Зајас, алб. Komuna e Zajazit) — бывшая община в Северной Македонии. Расположена на западе страны. Население составляет 11 605 человек (2002 год).
Административный центр — село Заяс.
Площадь территории общины 161,08 км².
Граничит с общинами Северной Македонии:
- на западе — с общиной Маврово и Ростуша;
- на севере — с общиной Гостивар;
- на востоке — с общиной Осломей;
- на юго-востоке — с общиной Кичево;
- на юго-западе — с общиной Другово.

В состав общины входят 13 сёл: Бачишта, Букойчани, Горно-Строгомиште, Грешница, Длапкин-Дол, Долно-Строгомиште, Заяс, Колари, Колибари, Лешница, Мидинци, Речани-Заяско и Таймиште.
Этническая структура населения в общине по переписи населения 2002 года:
- албанцы — 11 308 чел.;
- македонцы — 211 чел.;
- сербы — 6 чел.;
- остальные — 80 чел.